# Renato Zero
Renato Zero (született Fiacchini) (Róma, 1950. szeptember 30. –) olasz könnyűzenei énekes, dalszerző, showman, táncos.
Az egyik legismertebb olasz énekes, aki jellegzetes színpadi készsége és provokatív megjelenése révén vált ismertté. Karrierje során 38 albumot készített, ebből 28 stúdióalbum, 7 koncertalbum és 3 válogatáslemez. Több mint 45 millió eladott lemezével a 23. legnagyobb lemezeladási számokkal rendelkező olasz énekes.

## Életrajza
Rómában született, édesapja rendőr, édesanyja kórházi nővér volt. Róma Motangola negyedében élt kamaszkoráig.
14 évesen szerepelt a Rai Carosello műsorában, amiben egy jégkrémreklámban volt látható. Itt ismerkedett meg Mia Martinivel és húgával, Loredana Bertèvel. 1967-ben jelent meg első kislemeze Non basta sai/In mezzo ai guai címen.
Kamaszkorában, az 1960-as évek második felében, amikor a beatzene korszaka volt, Renato még kereste saját indentitását, s ekkor a glam rock fele közeledett, megjelenése is ehhez igazodott: sminkelt arc és csillogó ruhák. Ez a stílus hosszú ideig jellemezte zenéjét.
1973-ban jelent meg No Mamma, no! című első hivatalos albuma. Zenei karrierje ebben az évtizedben ívelt először felfelé.
Az 1980-as évek elején a Rai Fantastico 3 műsorában szerepelt, ugyanakkor csődbe ment lemezkiadó cége.
Az 1990-es években televíziós műsorvezető is volt, és kétszer szerepelt a Sanremói Dalfesztiválon.

## Diszkográfia

### Stúdió lemezek
- 1973 – No! Mamma, no! (RCA Italiana, DPSL 10604)
- 1974 – Invenzioni (RCA Italiana, TPL 1-1052)
- 1976 – Trapezio (RCA Italiana, TPL 1-1229)
- 1977 – Zerofobia (RCA Italiana, PL 31271)
- 1978 – Zerolandia (Zerolandia, PL 31400)
- 1979 – EroZero (Zerolandia, PL 31436)
- 1980 – Tregua (Zerolandia, PL 31530)
- 1981 – Artide Antartide (Zerolandia, PL 31611)
- 1982 – Via Tagliamento 1965/1970 (Zerolandia, PL 31660)
- 1983 – Calore (Zerolandia, PG 33440)
- 1984 – Leoni si nasce (Zerolandia, PL 31731)
- 1986 – Soggetti smarriti (Zerolandia, PL 34387)
- 1987 – Zero (Zerolandia, ZL 71539)
- 1989 – Voyeur (Zerolandia, ZL 74236)
- 1991 – La coscienza di Zero (RCA Italiana, PL 75220)
- 1993 – Passaporto per Fonòpoli (Zerolandia/BMG)
- 1993 – Quando non sei più di nessuno (Zerolandia/BMG)
- 1994 – L'imperfetto (Fonòpoli/Sony)
- 1995 – Sulle tracce dell'imperfetto (Fonòpoli/Sony)
- 1998 – Amore dopo amore (Fonòpoli/Sony)
- 2000 – Tutti gli Zeri del mondo (Fonòpoli/Sony)
- 2001 – La curva dell'angelo (Tattica/Sony)
- 2003 – Cattura (Tattica/Sony)
- 2005 – Il dono (Tattica/Sony)
- 2009 – Presente (Tattica s.r.l.)
- 2013 – Amo - Capitolo I
- 2013 – Amo - Capitolo II
- 2016 – Alt
- 2023 – Autoritratto

### Élőkoncert-lemezek
- 1981 – Icaro (Zerolandia, PL 31580)
- 1984 – Identikit Zero (Zerolandia, PL 31738)
- 1991 – Prometeo (Zerolandia, 74952)
- 1999 – Amore dopo amore, tour dopo tour (Fonòpoli/Sony)
- 2004 – Figli del sogno (Tattica/Sony)

### Válogatáslemezek
- 1997 – Gli anni '70 (RCA/BMG Ricordi)
- 2000 – I miei numeri (Sony/BMG)
- 2006 – Renatissimo! (Sony/BMG)
- 2007 – Doppio Zero (Sony/BMG)
- 2008 – Zero Infinito (Sony/BMG)
- 2009 – ZeroBest (Sony/BMG)
- 2010 – Segreto amore
- 2011 – Puro spirito
- 2013 – Amo - Capitolo III

## Külső hivatkozások
- Renato Zero hivatalos oldala